# Мадаїн-Саліх
26°48′51″ пн. ш. 37°56′51″ сх. д. / 26.81417° пн. ш. 37.94750° сх. д.
Мадаїн-Саліх (араб. مَدَائِن صَالِح, трансліт. madāʼin Ṣāliḥ, дос. «Міста Саліха») або Хегра (дав.-гр. Ἕγρα, араб. ٱلْحِجْر, трансліт. al-Ḥijr), Аль-Хіджр — комплекс археологічних об'єктів на північному заході Саудівської Аравії.
Комплекс включає 111 скельних поховань (I століття до н. е. — I століття н. е.), а також систему гідротехнічних споруд, що належать до стародавнього набатейського міста Хегра, яке було центром караванної торгівлі. Також є близько 50 написів у скелях, що належать до донабатейського періоду.
У 2008 році археологічний комплекс Аль-Хіджр був включений до списку об'єктів Світової спадщини ЮНЕСКО, ставши першим таким об'єктом на території Саудівської Аравії.

## Галерея

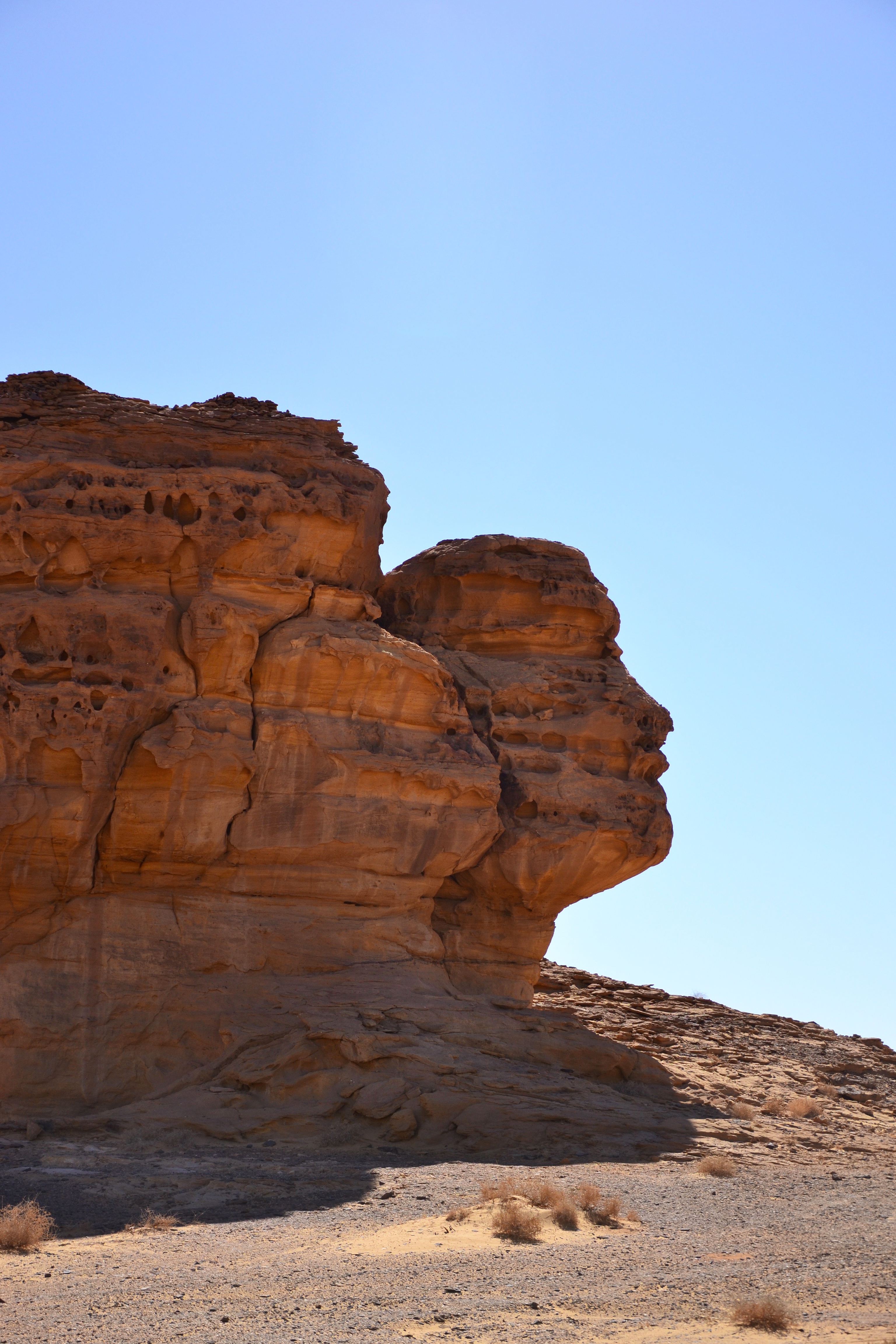
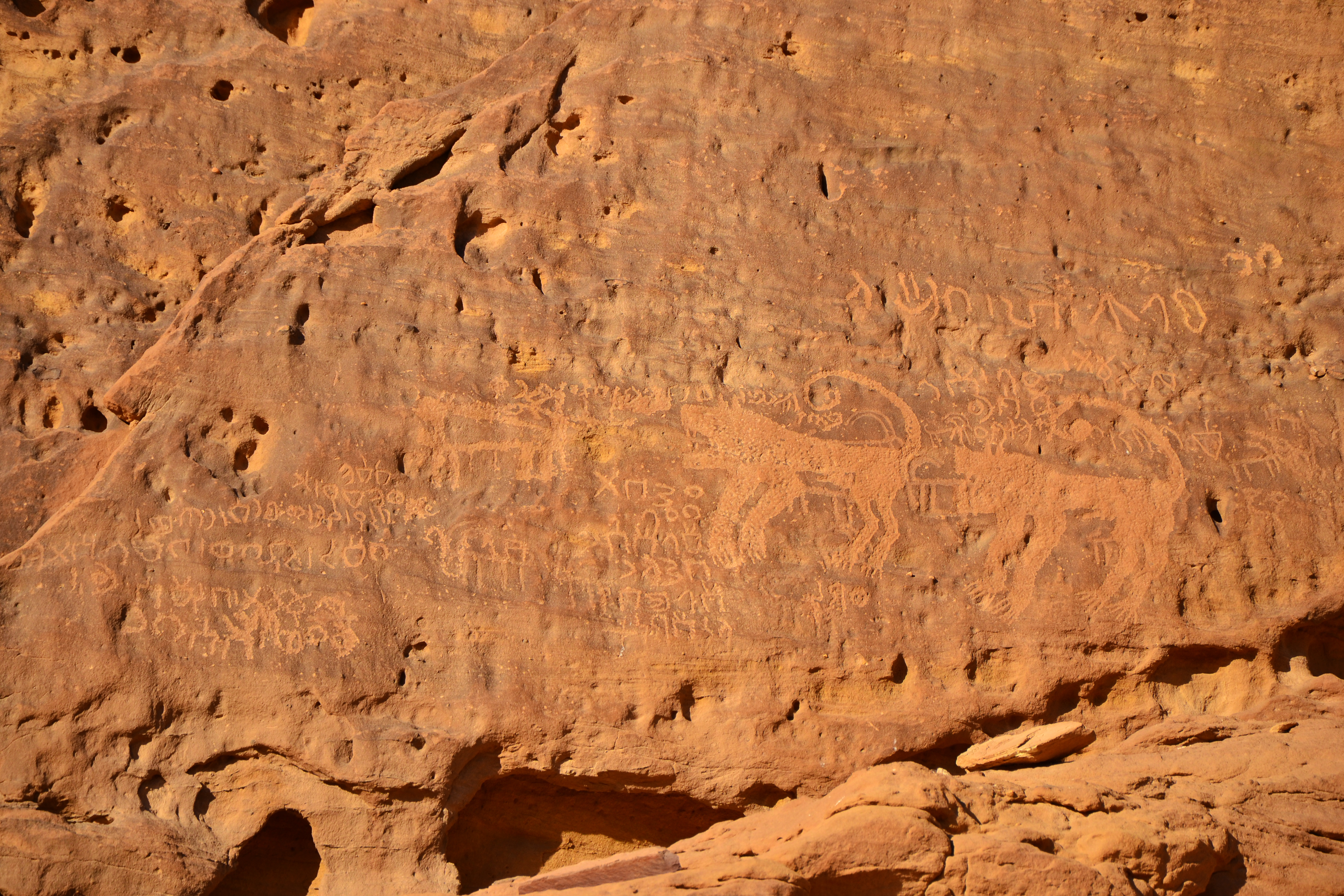
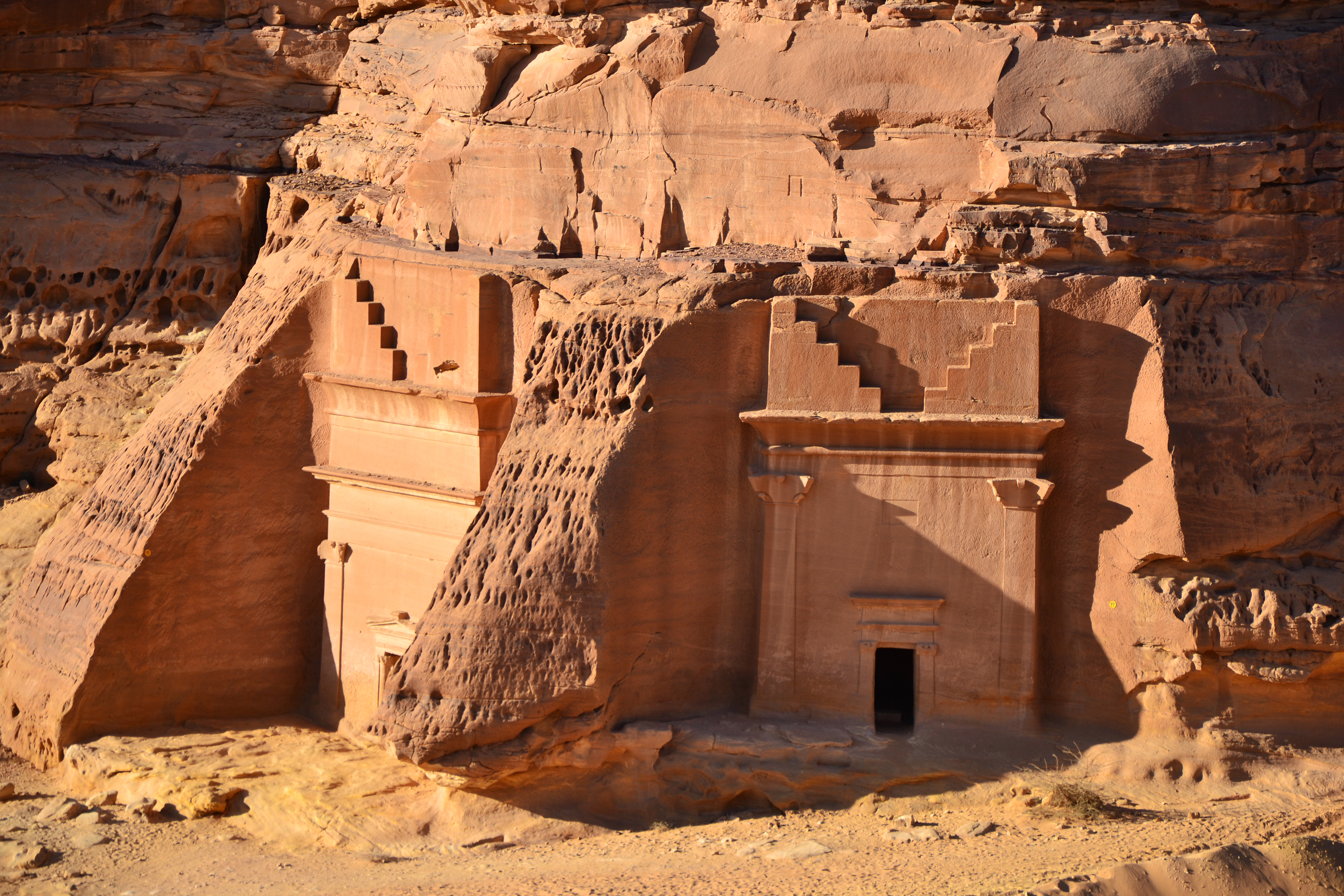
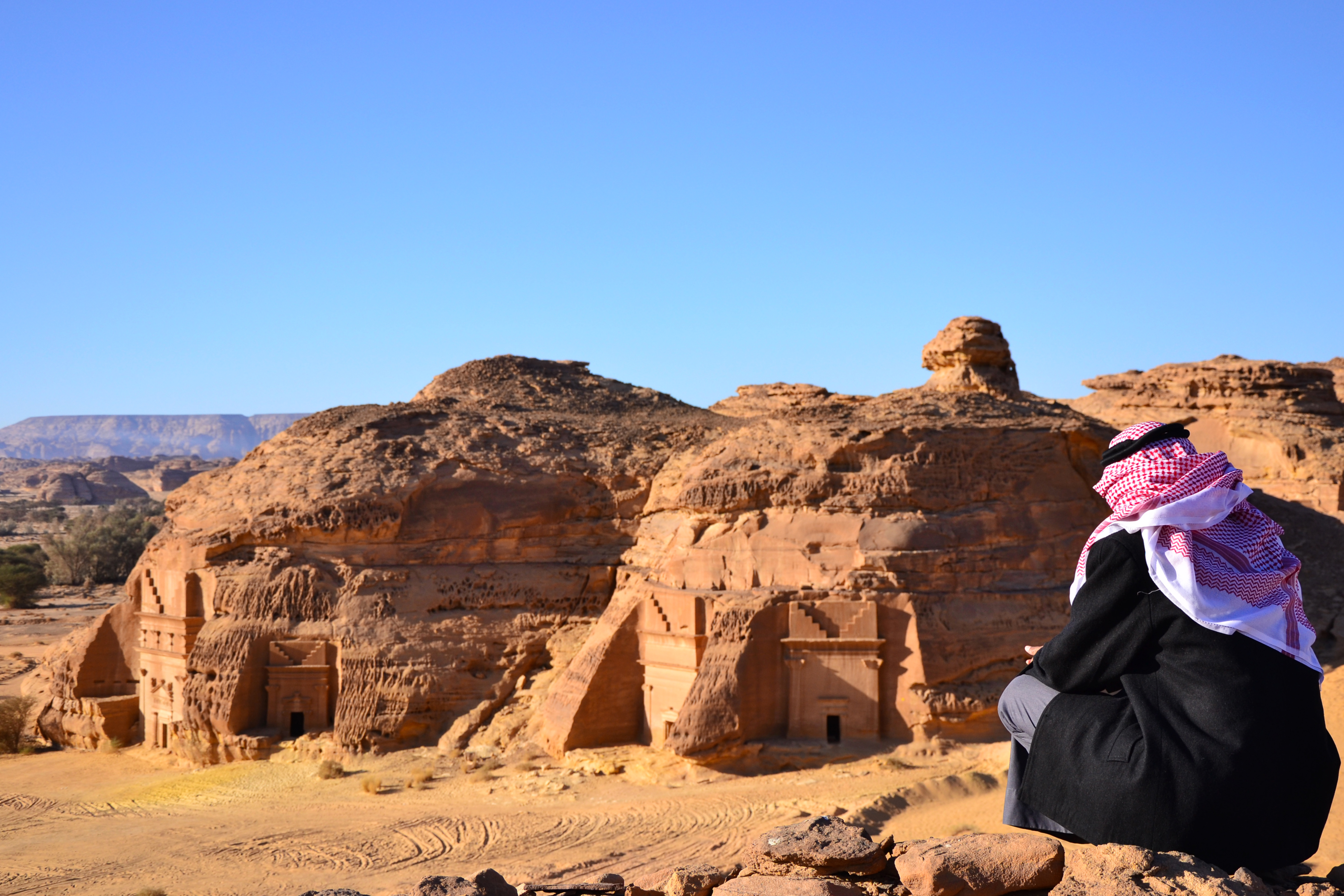
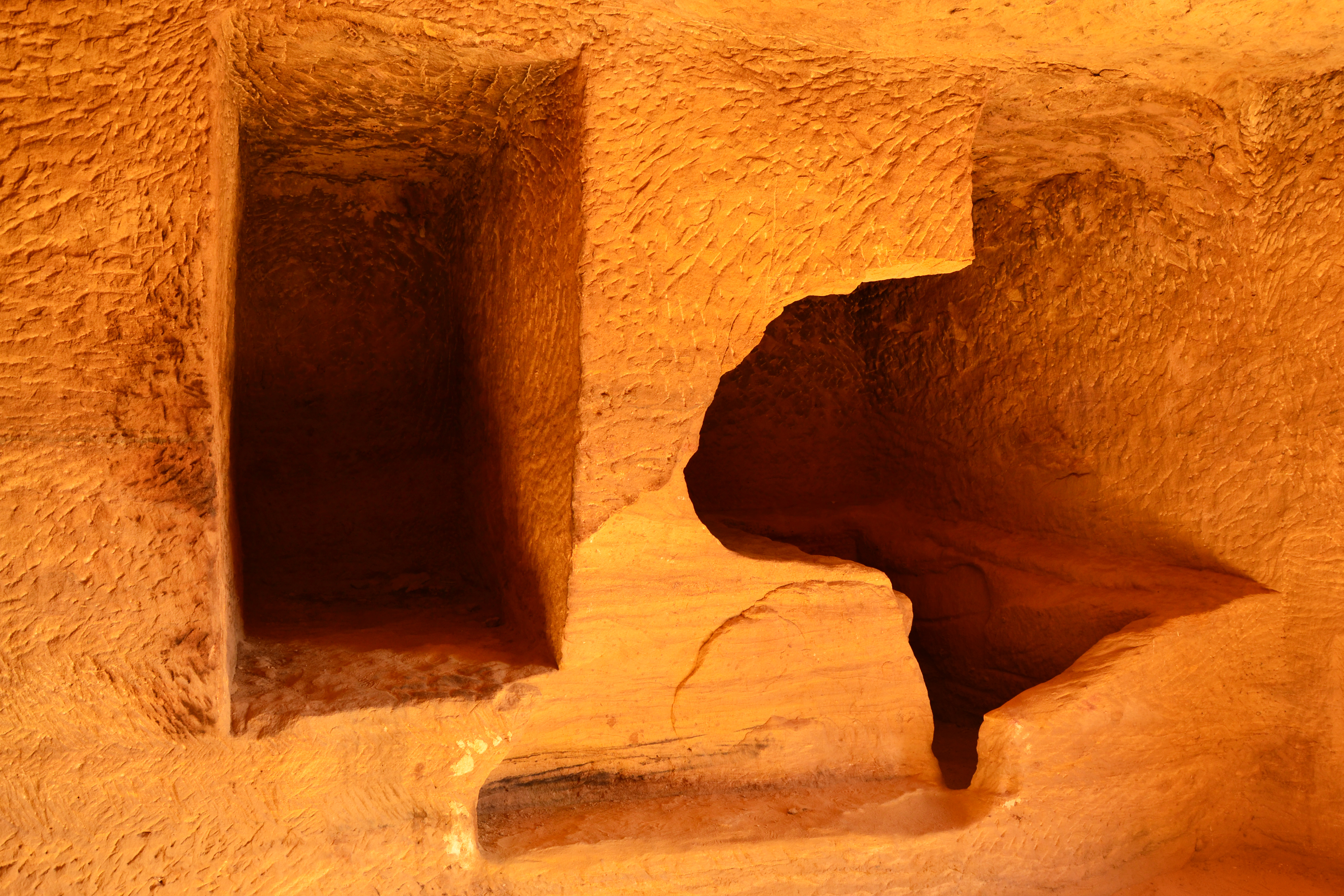
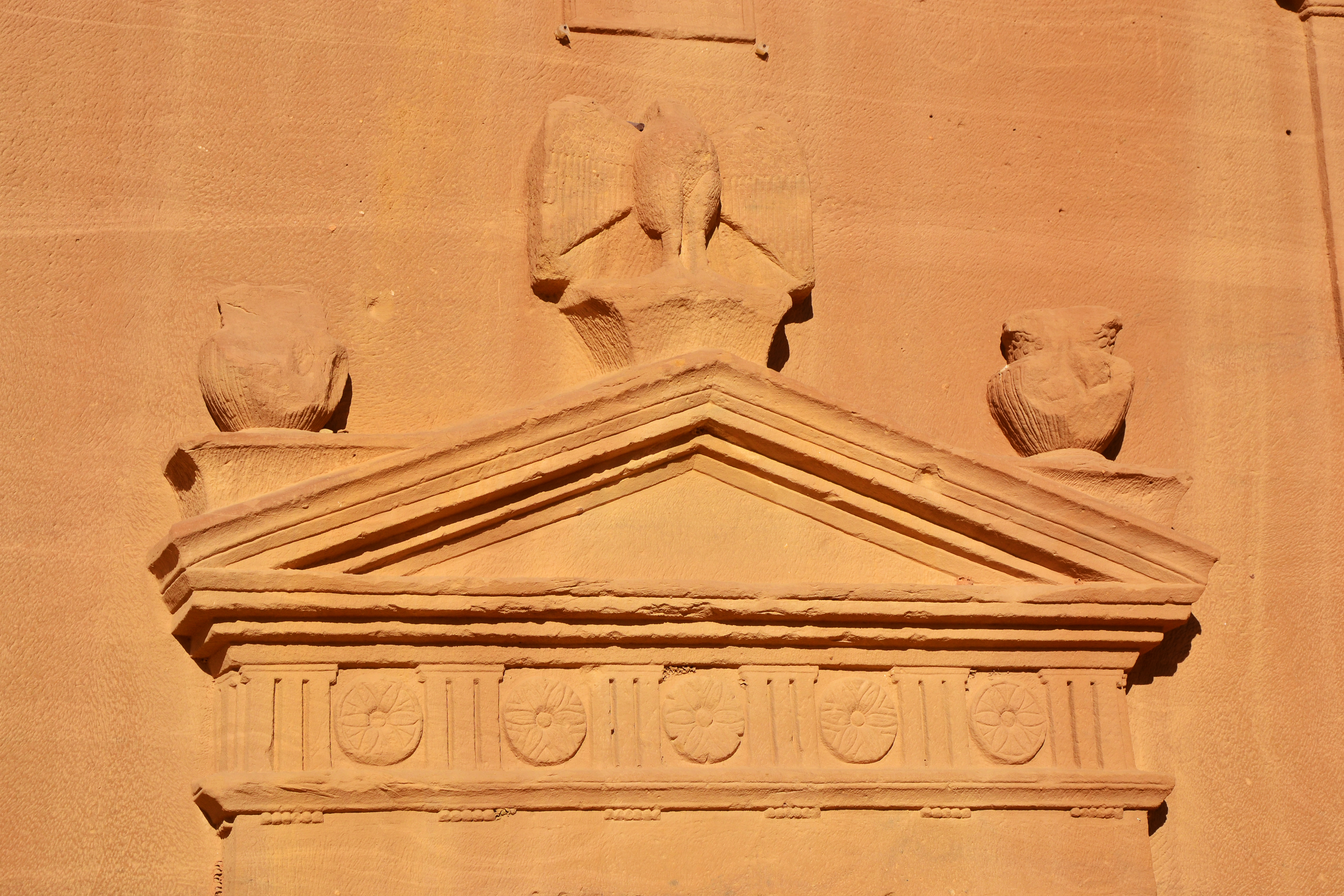
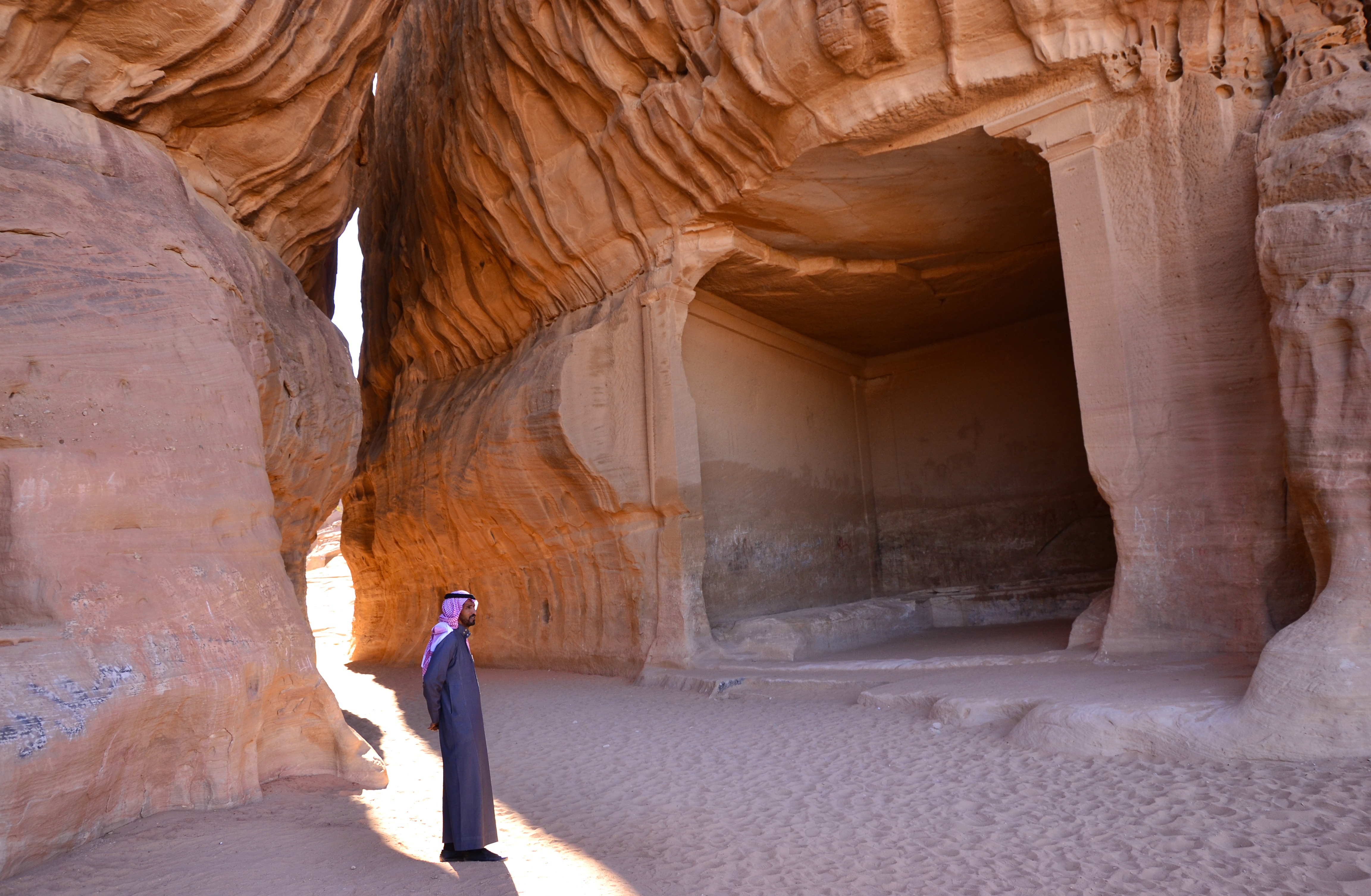
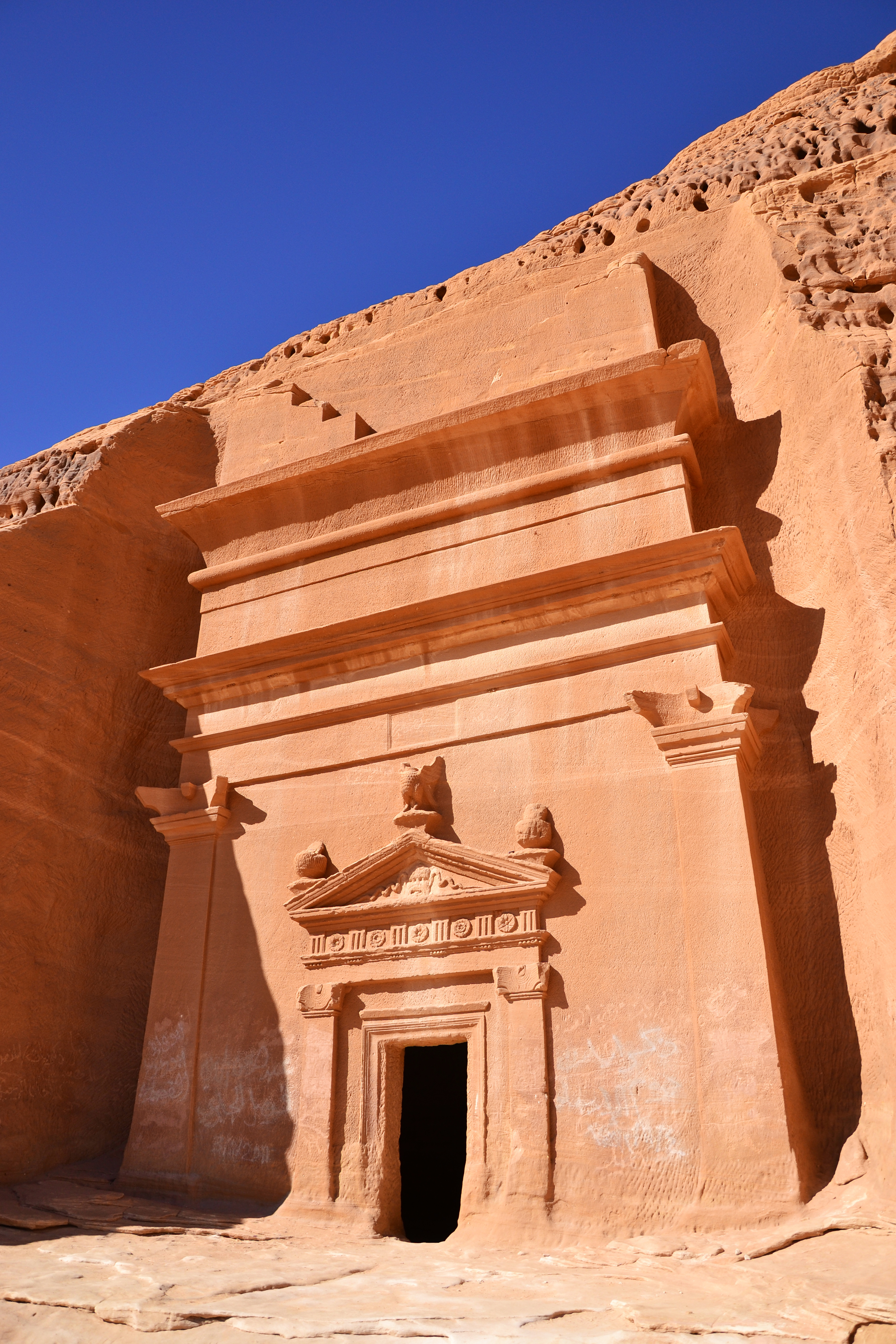
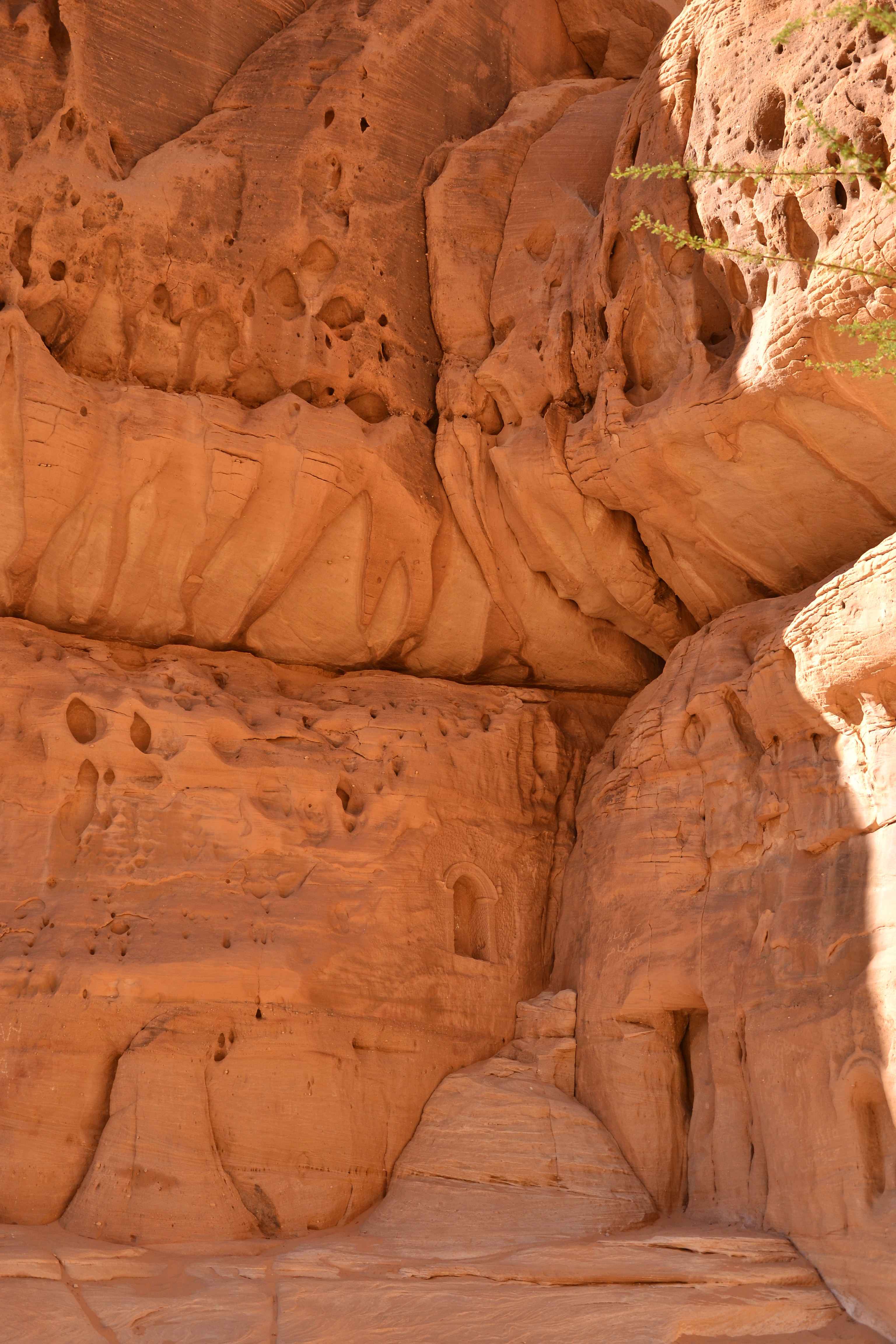
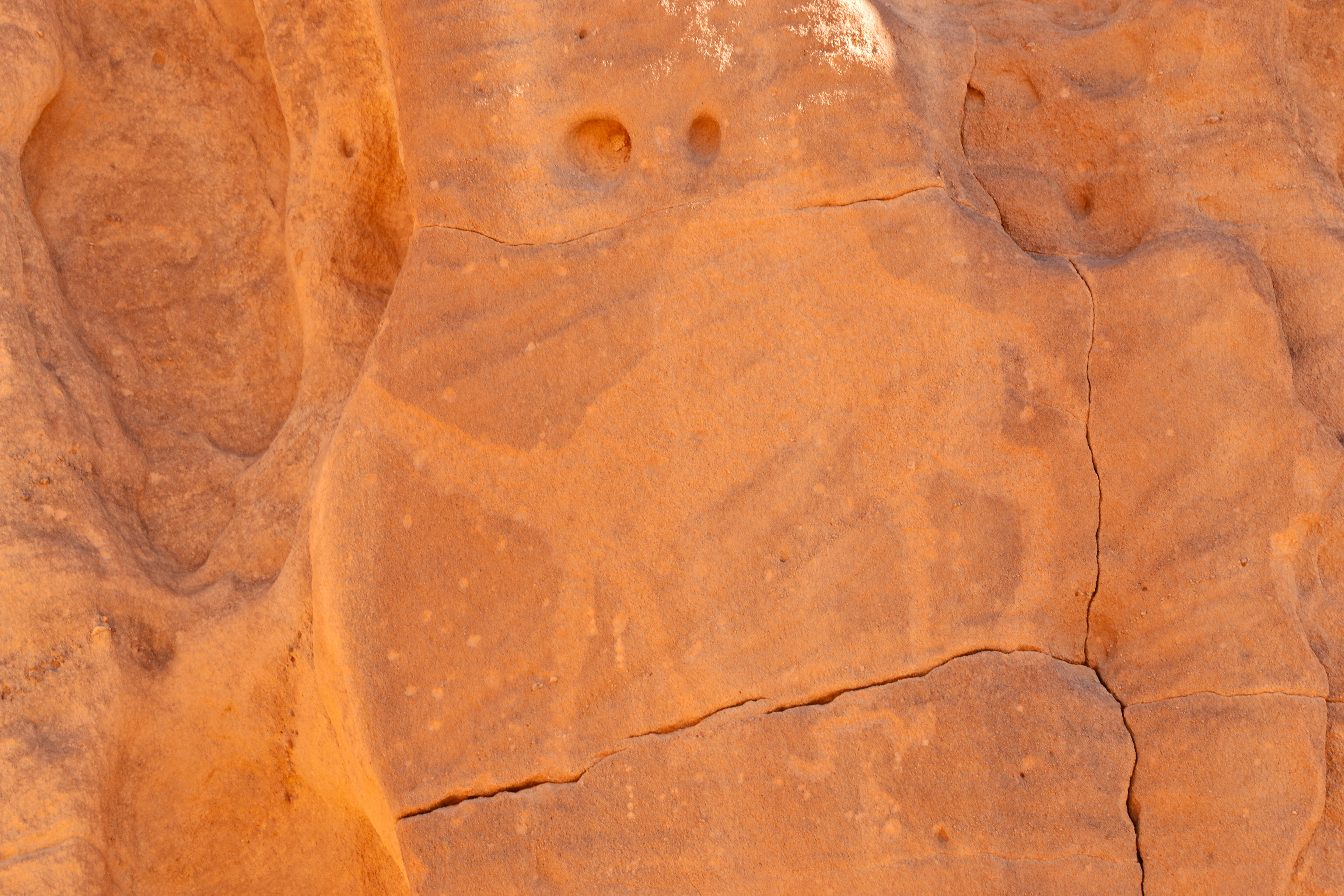
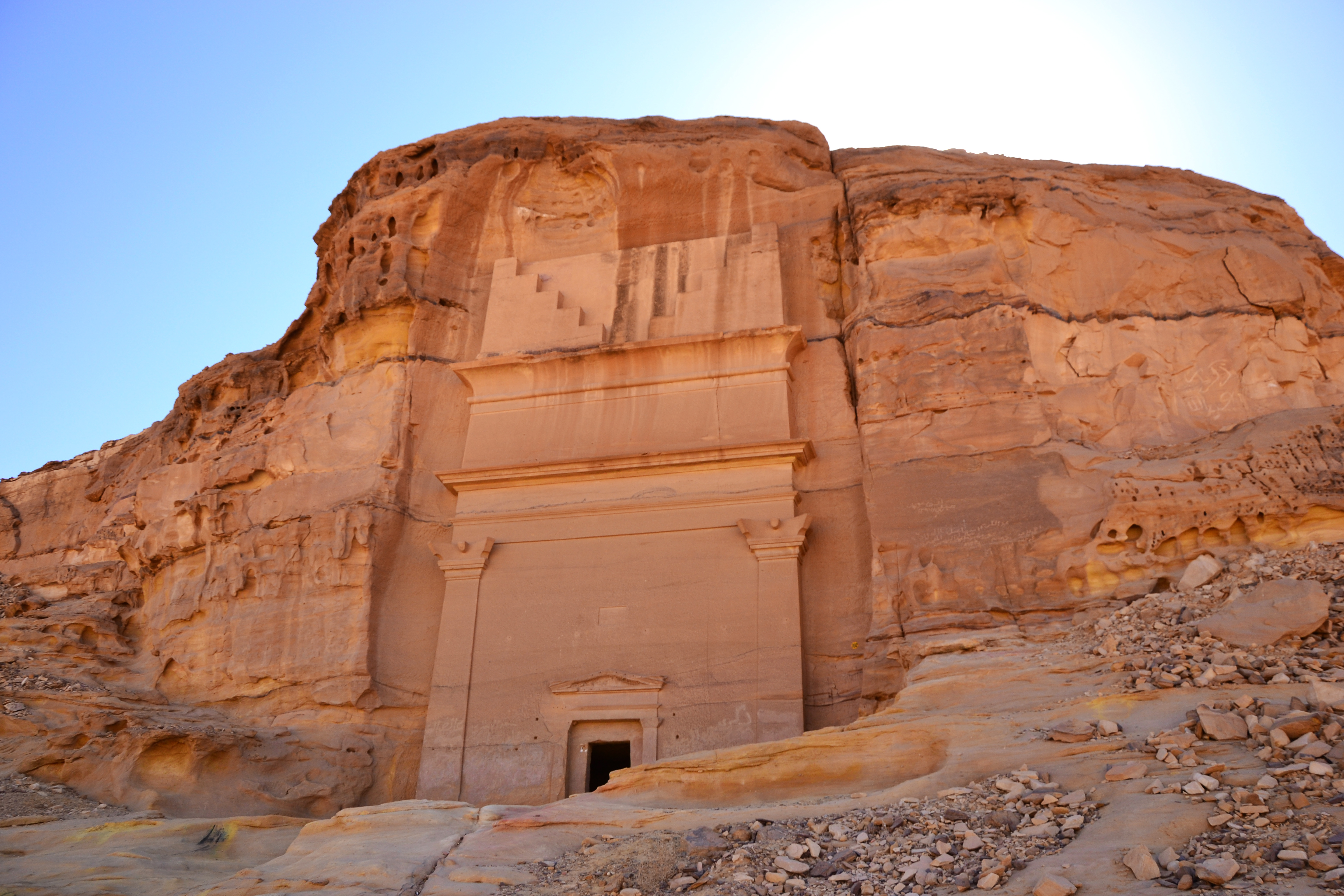
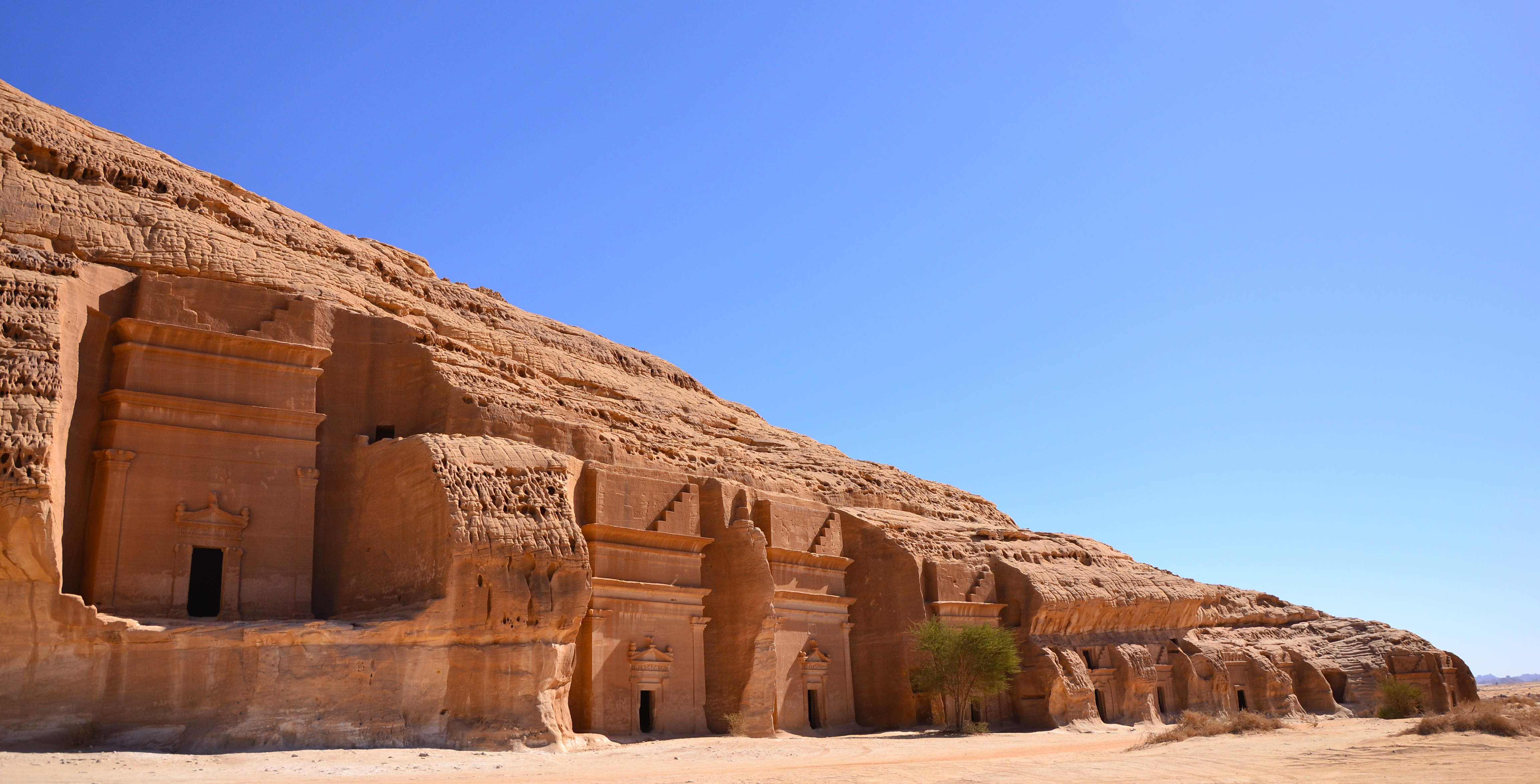
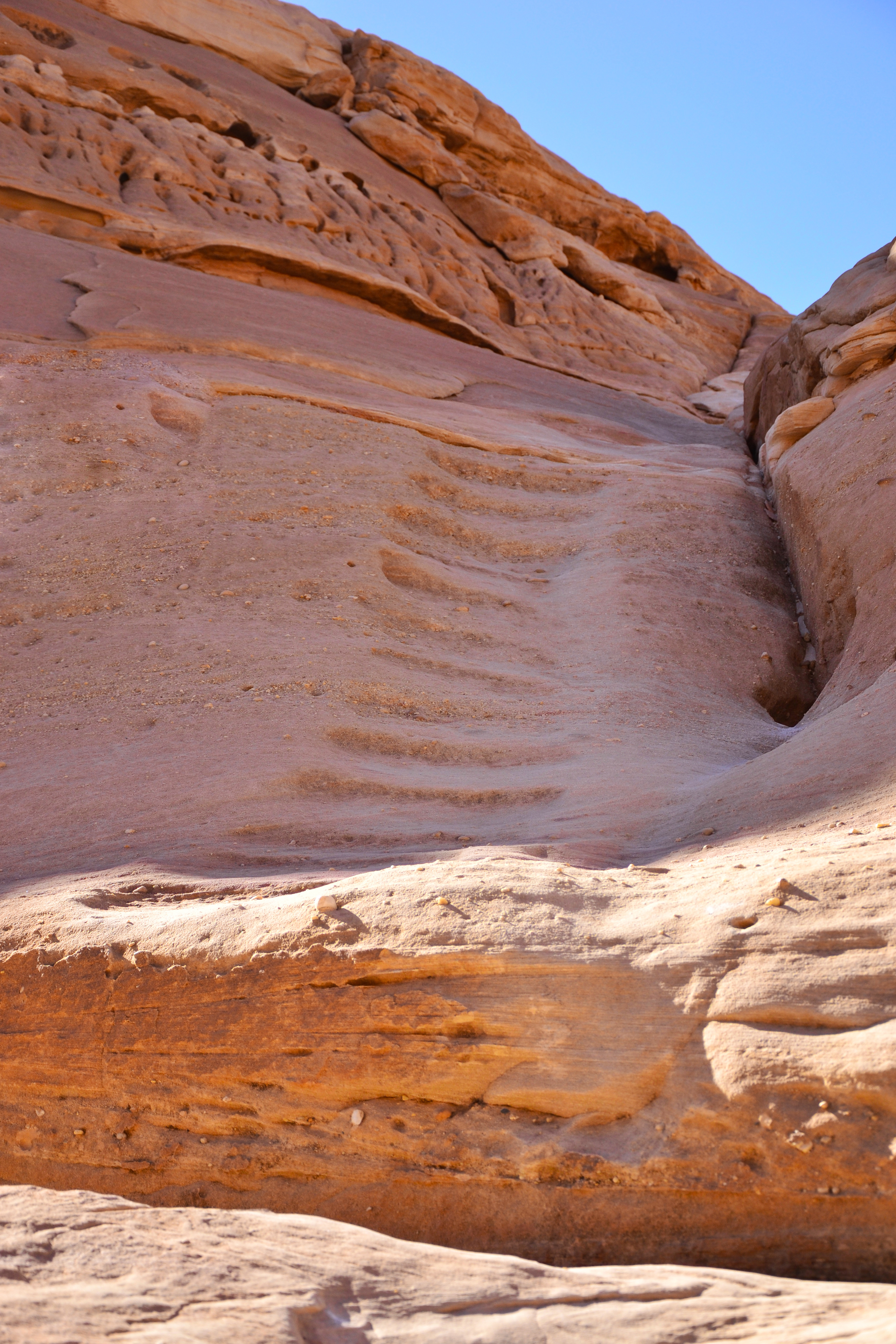
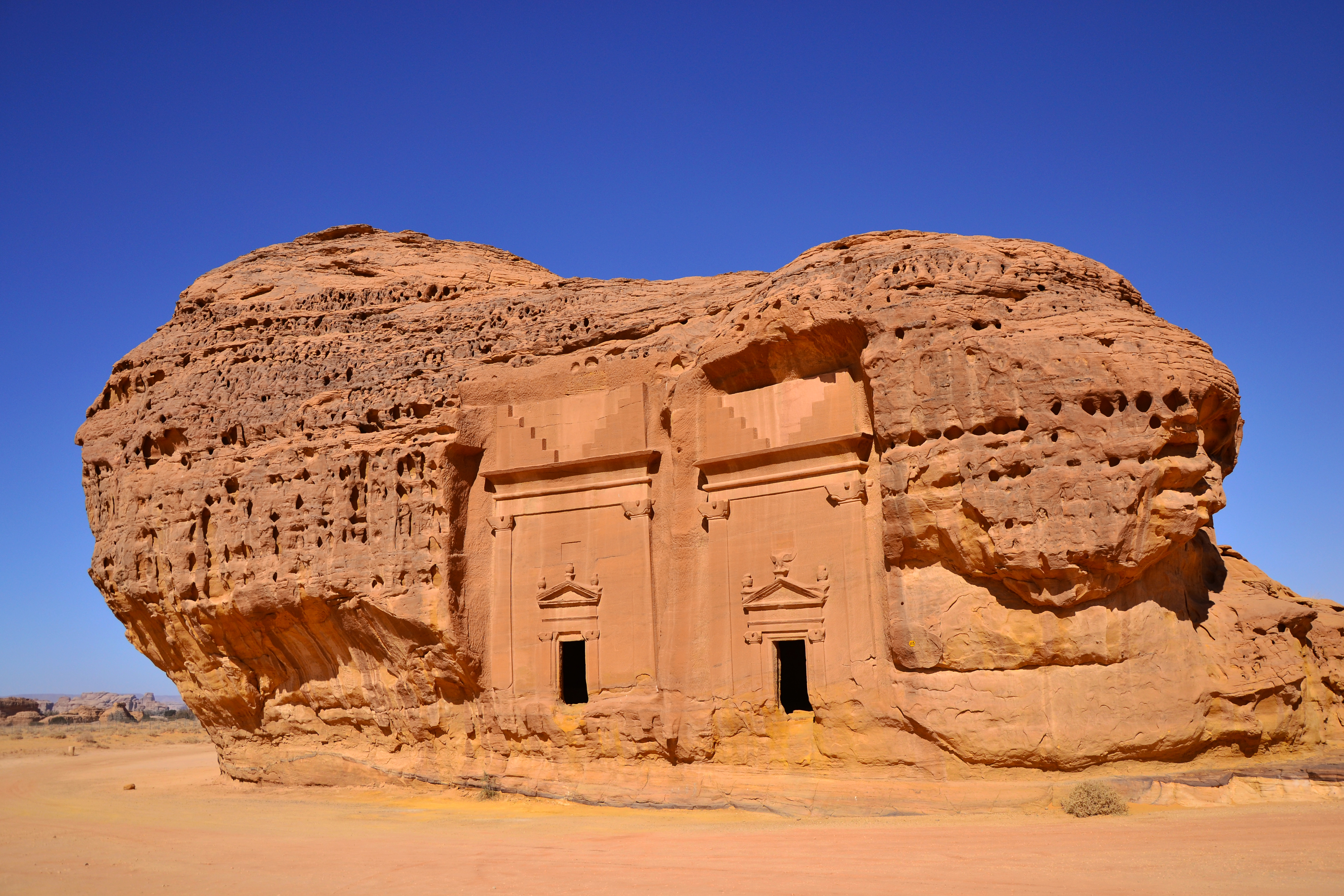